# 警固屋船渠

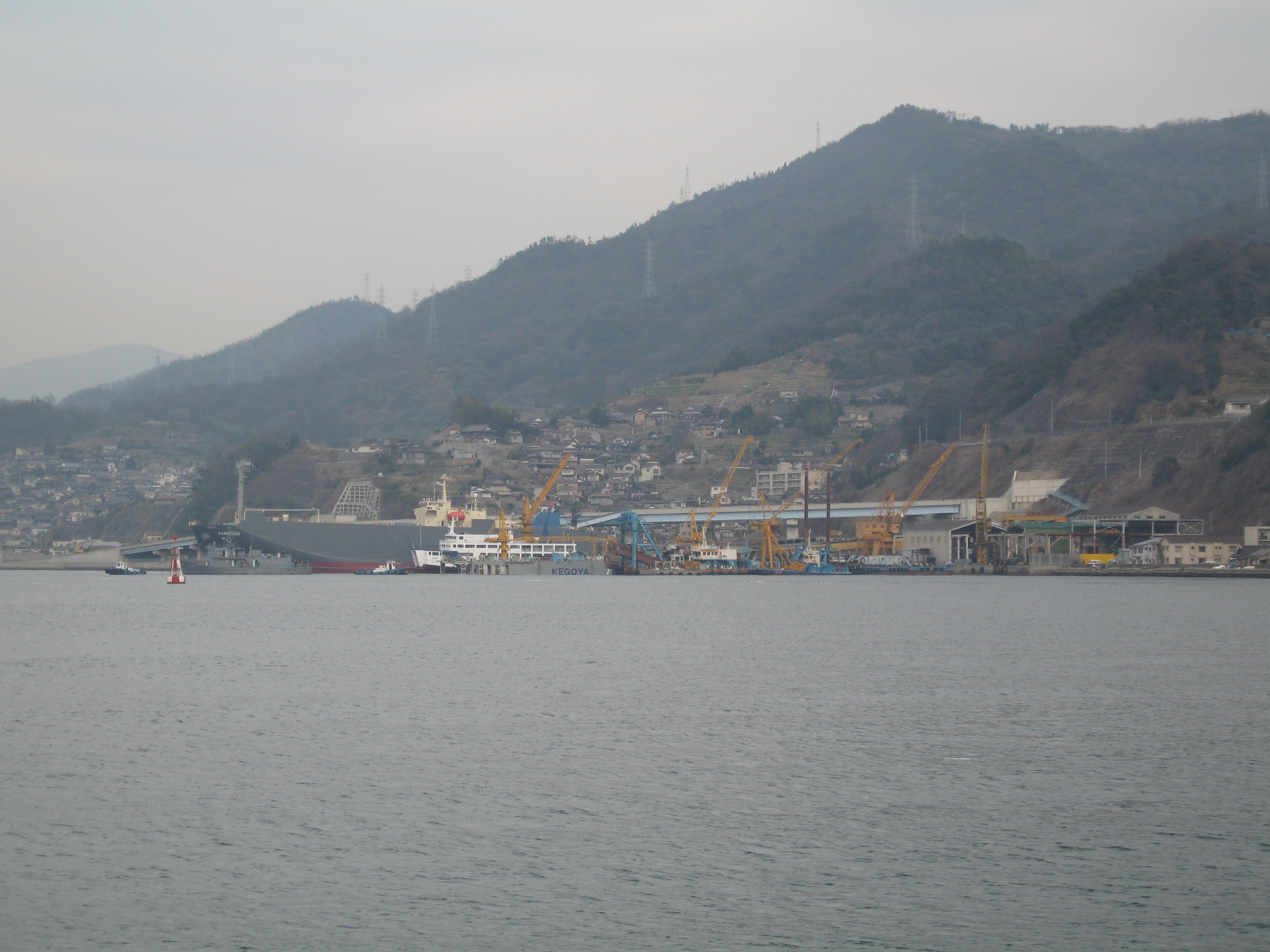
本社工場遠景（07年2月22日撮影）

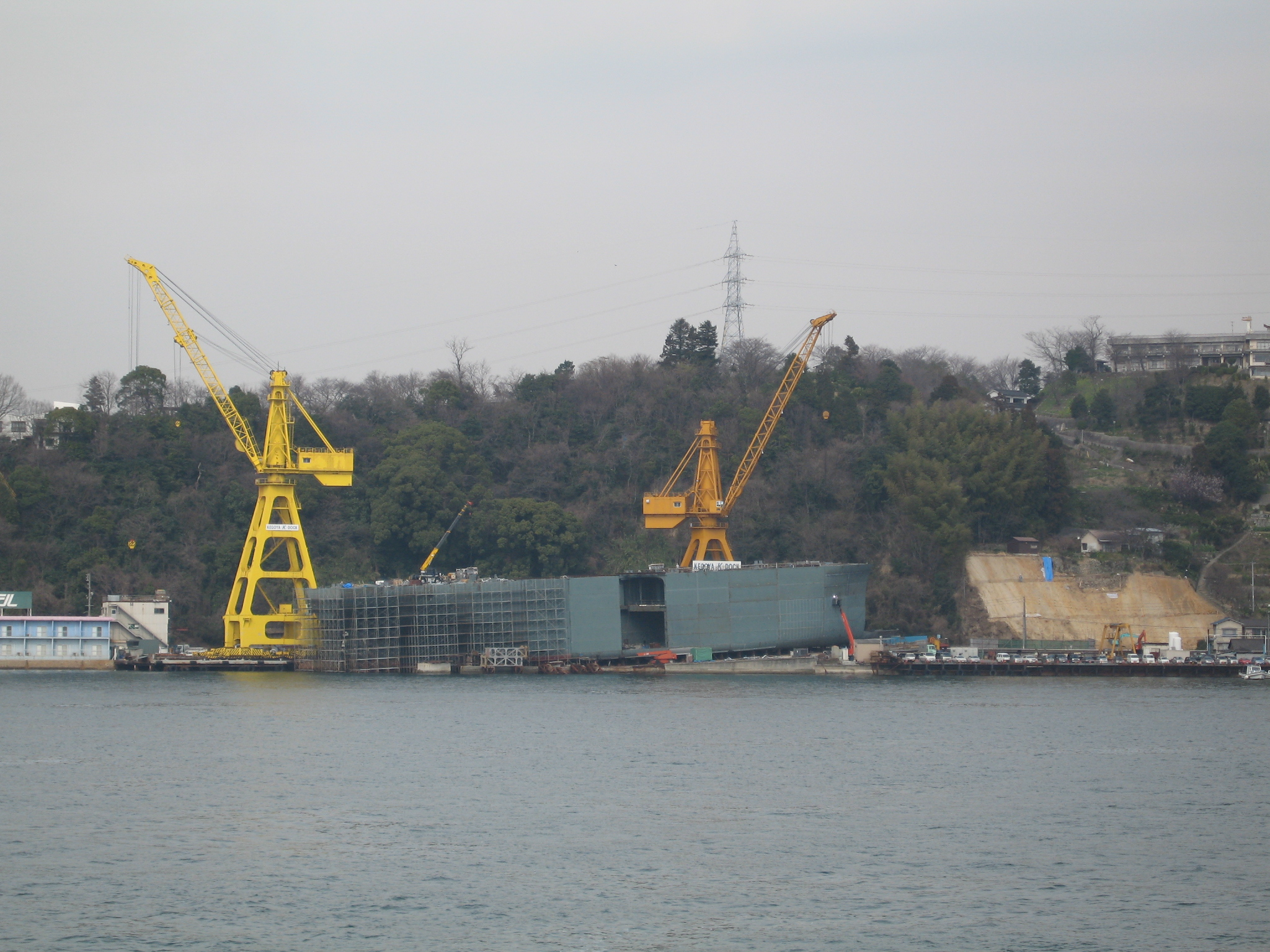
第二工場（07年2月22日撮影）

警固屋船渠株式会社（けごやせんきょ、英: Kegoya Dock Co., Ltd.）は日本の造船メーカーである。

## 概要
海洋土木工事に多数の実績を誇る五洋建設の連結子会社で、同グループ向けの浚渫船等の作業船建造からスタートした。現在は中小型の内航および外航貨物船のほか、タグボートなどの特殊船を主に建造している。船舶の建造、修繕のほか、陸上部門として土木及び鉄構工事も行っている。日本中小型造船工業会の会員である。

## 沿革
- 1940年（昭和15年） - 水野組（現・五洋建設）の関連会社として有限会社水野造船所を設立[2]。
- 1946年（昭和21年） - 有限会社水野造船所を解散し、山陽造船株式会社を設立[2]。
- 1947年（昭和22年） - 山陽造船株式会社を株式会社水野造船所に社名変更[2]。
- 1949年（昭和24年） - 富士金属株式会社設立。呉湾周辺海域の旧日本海軍等の沈没艦船の引き揚げ・解体を主業務とする[3]。
- 1950年（昭和25年） - 株式会社水野造船所解散[2][注 1]。
- 1962年（昭和37年） - 富士金属株式会社を警固屋船渠株式会社に社名変更。

## 事業所及び建造能力
- 本社工場[5][6] : 呉市警固屋6丁目1番11号
  - 第1船台 : 749 G/T、L 65.0 m × B 15.0 m
  - 修繕ドック : 2,400 G/T、L 100.0 m × B 27.0/22.0 m
- 第二工場[5] : 呉市警固屋8丁目12番21号
  - 第1船台 : 5,000 G/T、L 115.0 m × B 21.0 m
- 第三工場[5] : 呉市警固屋5丁目5番5号
  - 鉄鋼構造物を製作